# Ånö naturreservat
Ånö naturreservat är ett naturreservat i Östhammars kommun i Uppsala län.
Området är naturskyddat sedan 2002 och är 16 hektar stort. Reservatet består av gammal barrskog med högresta tallar och granar.